# Slawomir Rybarczyk
Slawomir Rybarczyk (* 8. März 1976) ist ein ehemaliger deutscher American-Football-Spieler.

## Laufbahn
Rybarczyk spielte als Jugendlicher im Nachwuchs der Hamburg Blue Devils. Mit der Herrenmannschaft der Hamburger gewann der Wide Receiver 1996 in seinem ersten Jahr im Erwachsenenbereich die deutsche Meisterschaft sowie den Eurobowl. 1997 wurde er in die deutsche Nationalmannschaft berufen. 1997 und 1998 siegte Rybarczyk mit den Hanseaten wiederum im Eurobowl.
In den Spieljahren 2000, 2001 und 2002 lief er für die Braunschweig Lions auf und wurde in dieser Zeit mit den Niedersachsen dreimal in Folge deutscher Vizemeister. 2001 und 2002 unterlag er mit den Braunschweigern jeweils gegen seine Heimatmannschaft, die Blue Devils, für die er nach seiner Zeit in Niedersachsen wieder tätig war, die er aber im Mai 2003 verließ, da er aus beruflichen Gründen nach Frankfurt am Main zog. Neben seinen Einsätzen in der höchsten deutschen Spielklasse, der GFL, stand der 1,88 Meter große Rybarczyk in der Saison 2000 und in der Saison 2002 im Aufgebot von Frankfurt Galaxy in der NFL Europe.
Nach seinem Umzug nach Frankfurt 2003 schloss er sich den Rüsselsheim Razorbacks an, später war er Mitglied des Trainerstabs der Darmstadt Diamonds. Er war 2007 als (Teilzeit-)Spieler bei der Frankfurter Mannschaft AFC Universe und 2008 der Stuttgart Scorpions. Später spielte er erneut für die Frankfurter. Im Februar 2014 wurde Rybarczyk Sportlicher Leiter von Universe, nachdem er sich zuvor auch als Mitglied des Trainerstabes eingebracht hatte. Den Posten des Sportlichen Leiters gab er im Herbst 2014 wieder ab.